# Надкрила

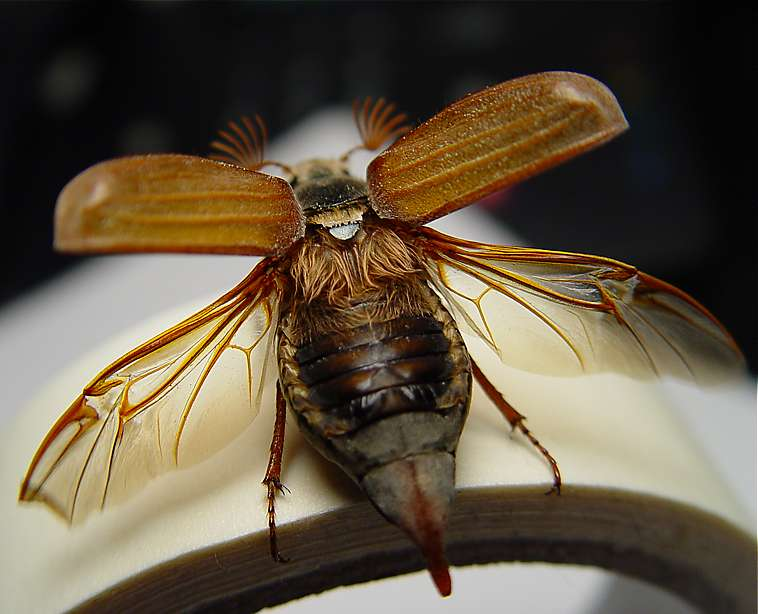
Травневий хрущ ось-ось злетить. Видно тверді коричневі надкрила і прозорі жилкуваті крила, які у спокої заховані під ними

Надкри́ла  — потовщена, ущільнена і міцна передня пара крил у комах низки рядів. Виконують переважно захисну функцію. Утворення твердих і міцних надкрил стало ключовим моментом в еволюції комах і дозволило низці груп опанувати такі різні середовища як повітря, деревина, ґрунт і вода, заселити найрізноманітніші екологічні ніші. Надкрила деяких видів комах застосовують у декоративно-ужитковому мистецтві. Вивчення будови та механічних властивостей надкрил може стати у пригоді для конструкторів аерокосмічної техніки та композитних матеріалів.

## Класифікація
- Елі́три (від грец. ἔλυτρον; множина: elytra покришка) — найщільніший та найміцніший різновид надкрил, позбавлений жилок. Притаманні жукам та щипавкам (Dermaptera). Елітри мають чималу масу, знижену гнучкість, тверді та досить крихкі. Інколи тільки елітри і вважають справжніми надкрилами[2]. Європейська колеоптерологічна асоціація (AEC) видає науковий журнал, присвячений жукам і він має назву Elytron[3];
- Те́гмени (від лат. tegmen покривало) — надкрила, які щільніші за звичайні перетинчасті крила-мембрани, але тонкіші й еластичніші за елітри. Тегмен має жилкування, подібне до задніх крил. Він притаманний комахам з рядів Прямокрилі, Таргани, Примарові, Богомоли тощо[4].
- Ге́міелітри (від грец. hemi — напів + елітри) — надкрила, які лише на ділянці при основі жорсткі, а решта їхньої площини має вигляд звичайного крила, тобто прозорої та гнучкої мембрани. Такі надкрила мають напівтвердокрилі[2].

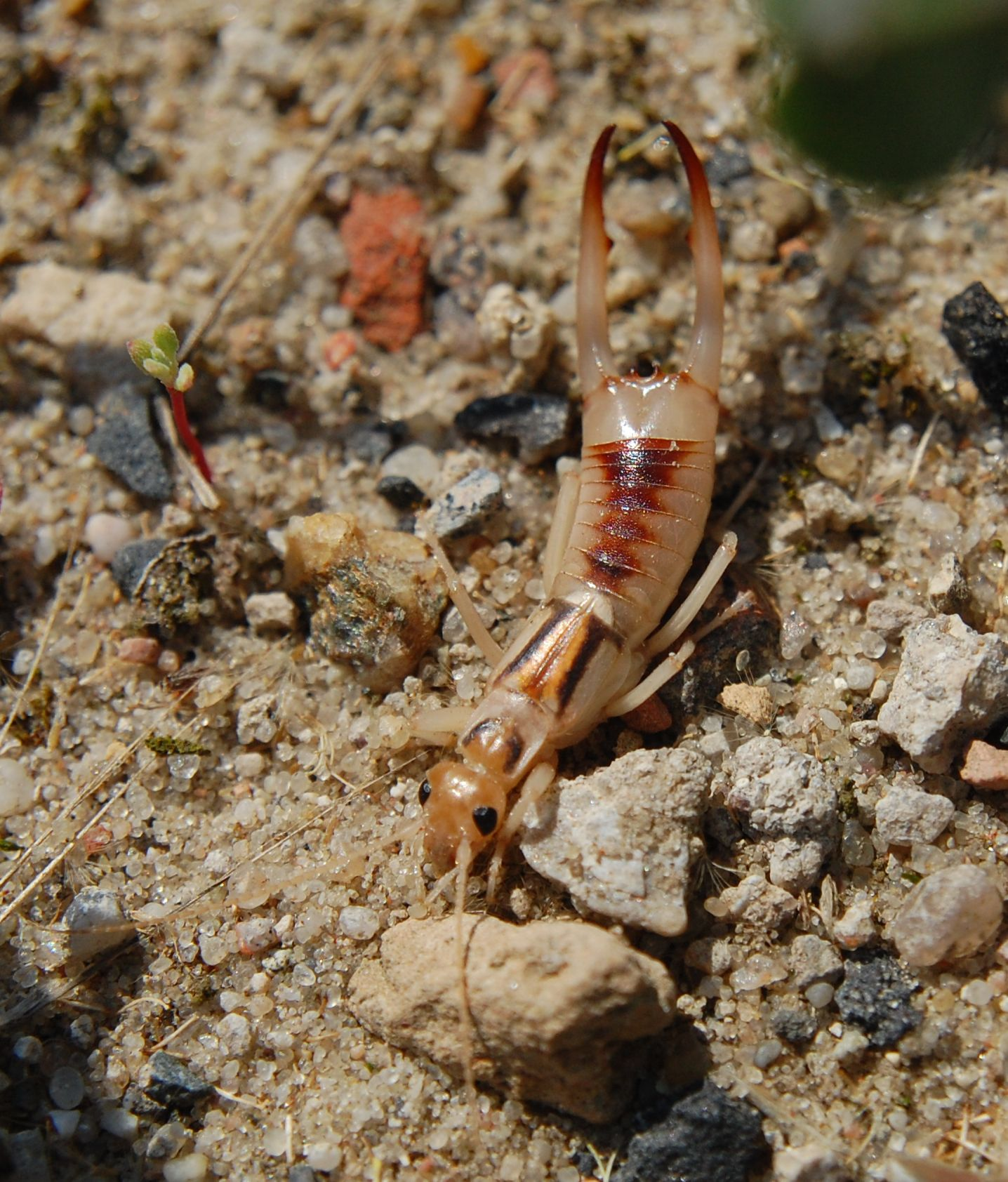
Щипавка Labidura riparia. Елітри щипавок схожі на коротенькі пластинки[5]. Ховаючи під них крила, комахи допомагають собі «кліщами», розташованими на кінці черевця
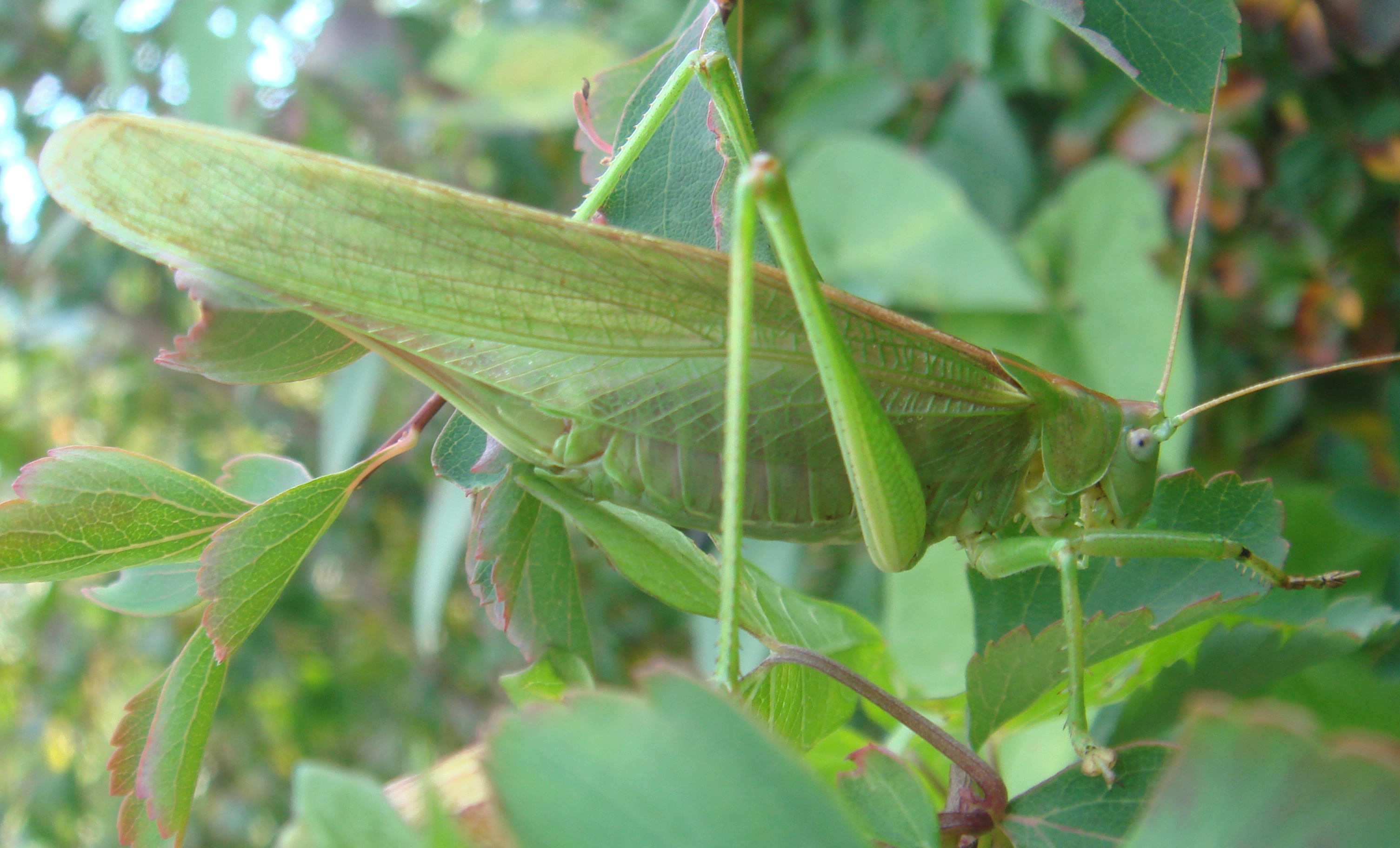
У коника зеленого надкрила-тегмени, на відміну від елітр, зберігають помітну неозброєним оком сітку жилок та й крила складаються лише вздовж
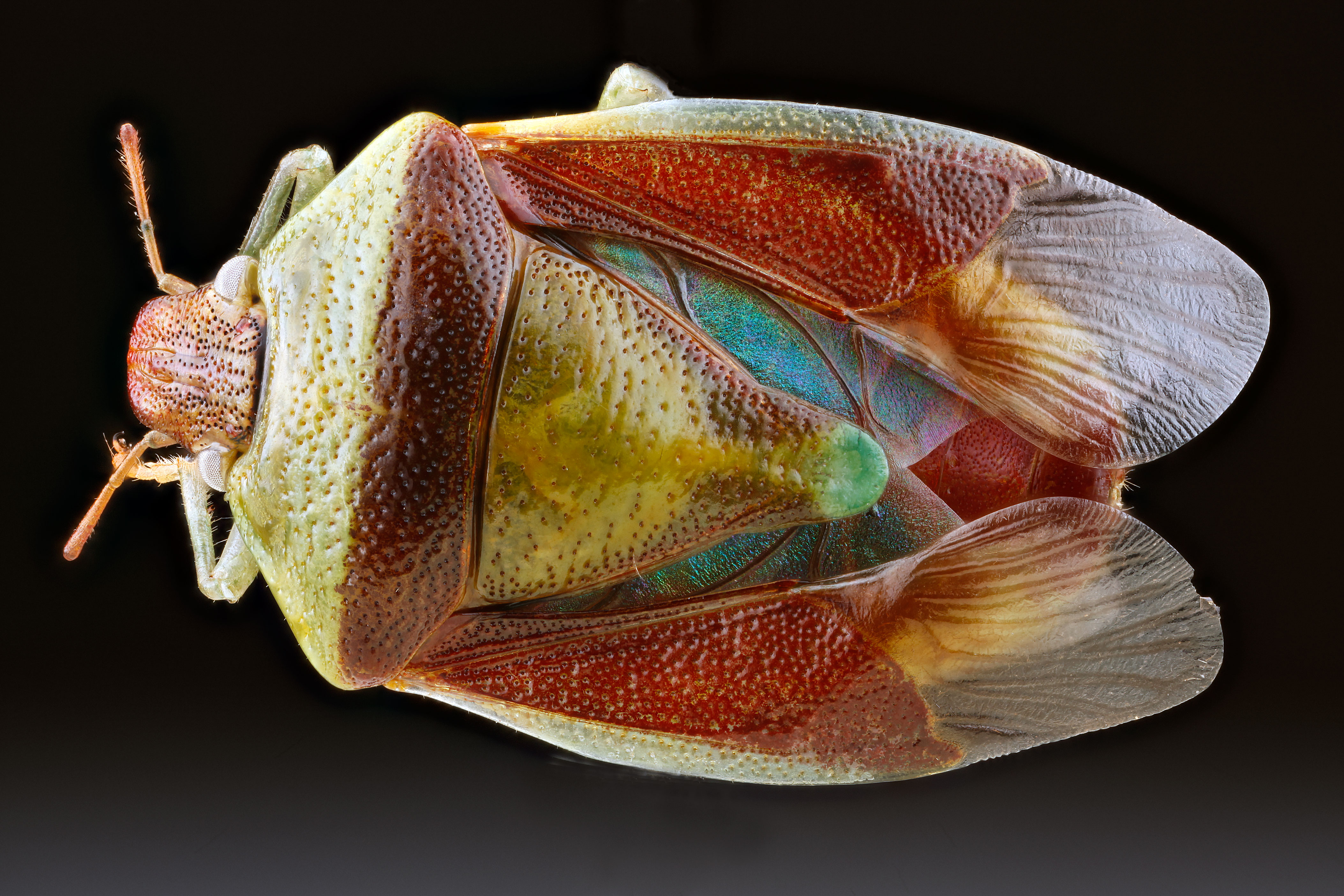
Північноамериканський клоп Banasa dimiata. Кожне надкрило-геміелітра має спереду тверду ділянку, решта ж надкрила — тонка мембрана

## Будова
Надкрила (елітри та тегмени), як правило, мають видовжену форму. У жуків вони можуть бути опуклі та пласкі, вкриті волосками (хрущі Tropinota, Amphicoma vulpes, довгоносик роду Trichocleonus), шипами (листоїди родини Hispinae), лусочками (довгоносики роду Otiorhynchus). На елітрах є чутливі вирости (сенсіли), з'єднані з нервовими рецепторами. Сенсіли сприймають подразнення зовнішнього середовища — механічні дотики, рух повітря тощо.
Обтічна форма надкрил водяних жуків (плавунців, водолюбів тощо) знижує опір тіла при русі у щільному середовищі — воді. Втім, на поверхні їхніх елітр достатньо дрібнесеньких нерівностей, які покращують змочуваність надкрил і, можливо, їх гідродинамічні властивості. Надкрила ще й рясно змащені вуглеводневими та етеровими восками, які надходять зсередини, крізь мікроканальці.
Надкрила вкривають вершину тіла або лишають її відкритою (у жуків мертвоїдів, хрущів). Це має певне значення у паруванні та відкладанні яєць. У жуків вузьконадкрилок звужені надкрила, між якими є чимала щілина.
У деяких коників, жуків-стафілінід, паличників надкрила дуже вкорочені й більша частина поверхні черевця лишається відкритою. Це дозволяє комахам швидко злітати, у польоті розвивати більшу швидкість і знизити енергетичні витрати, підвищує рухливість черевця.
Безкрилі жуки інколи мають лише рудименти елітр (майки з родини наривники) або не мають елітр зовсім (самки деяких видів світляків, дрібних жуків-паразитів).

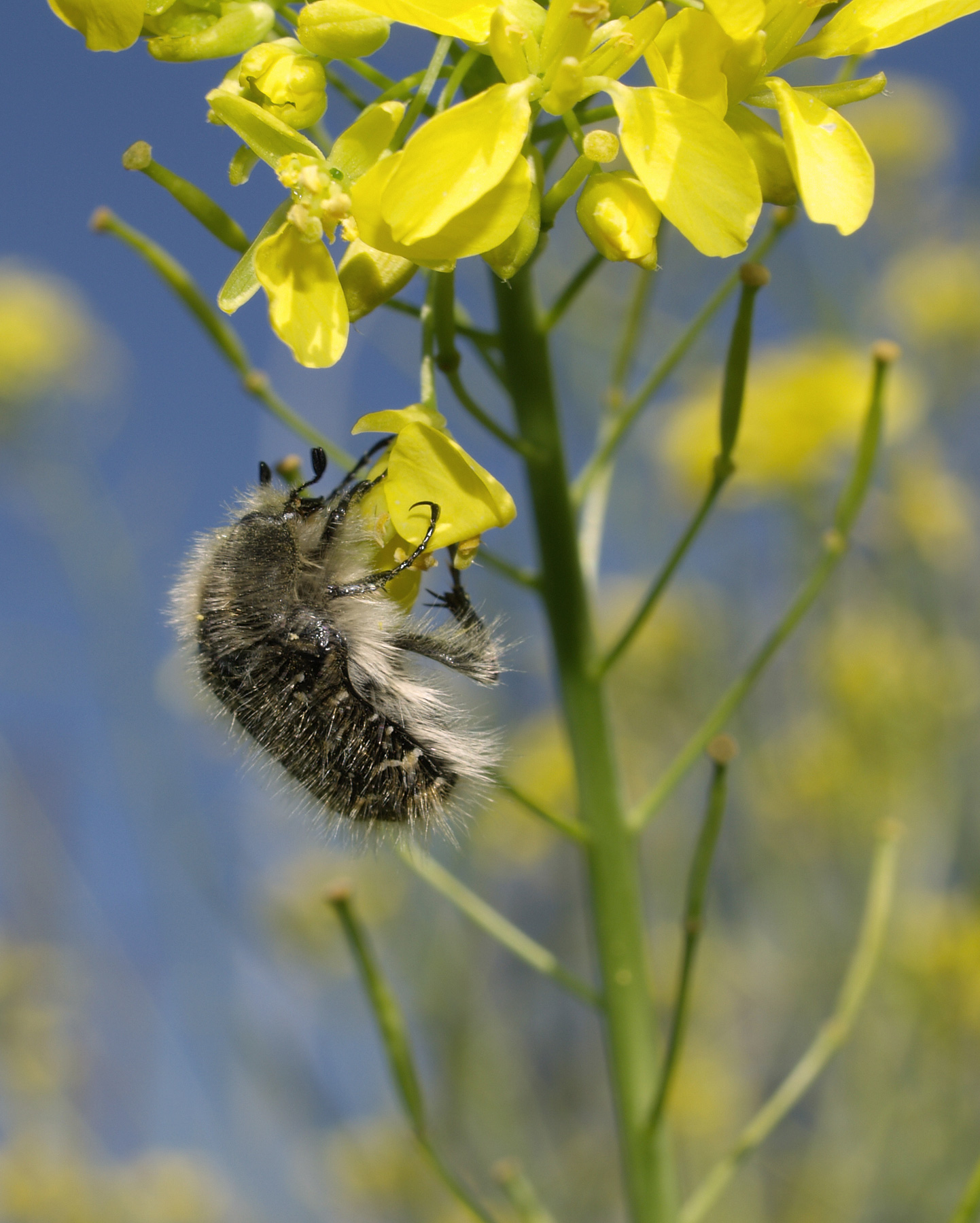
У жука оленки (Tropinota hirta) надкрила опушені густими м'якими волосками
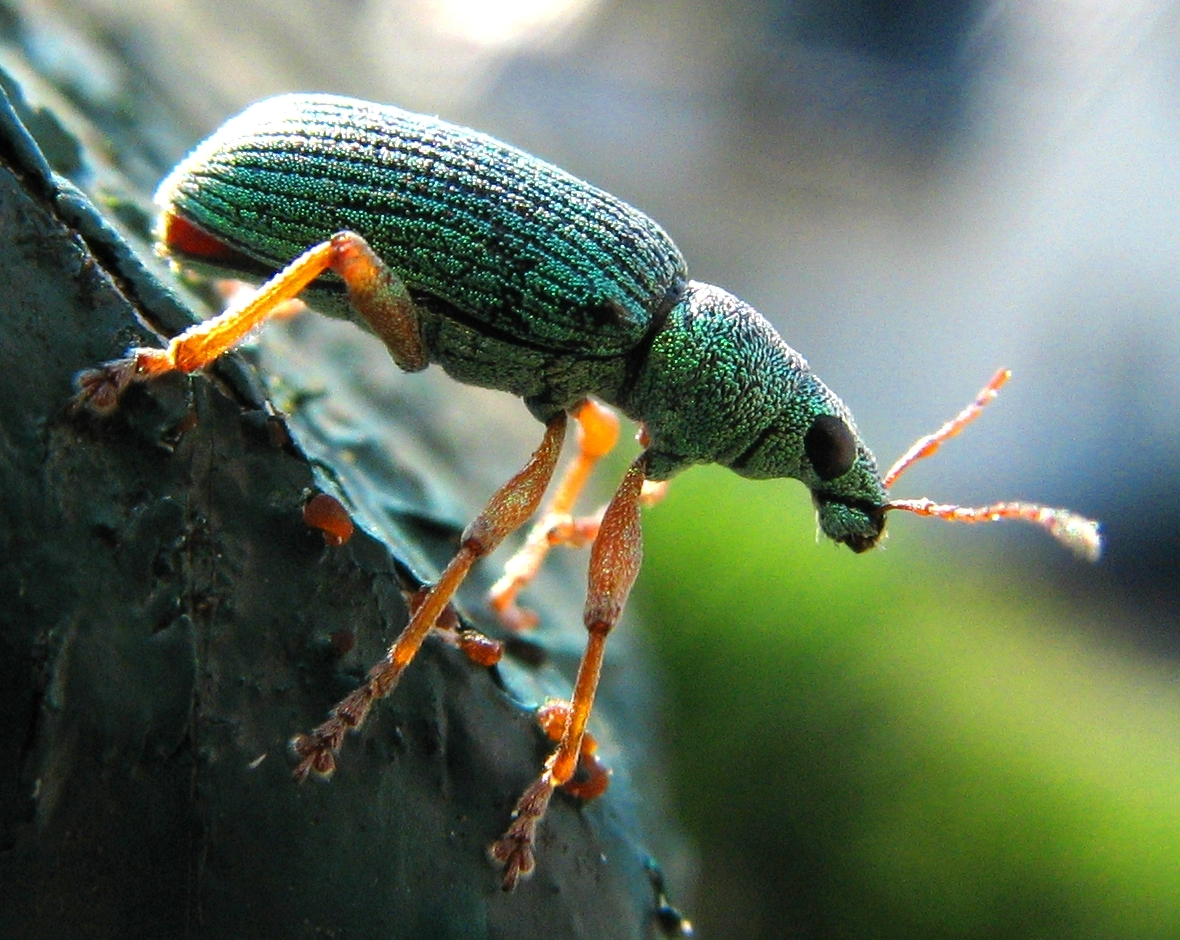
Надкрила і решта тулуба довгоносика Polydrusus густо вкриті бірюзовими лусочками (вони добре помітні при збільшенні фото)
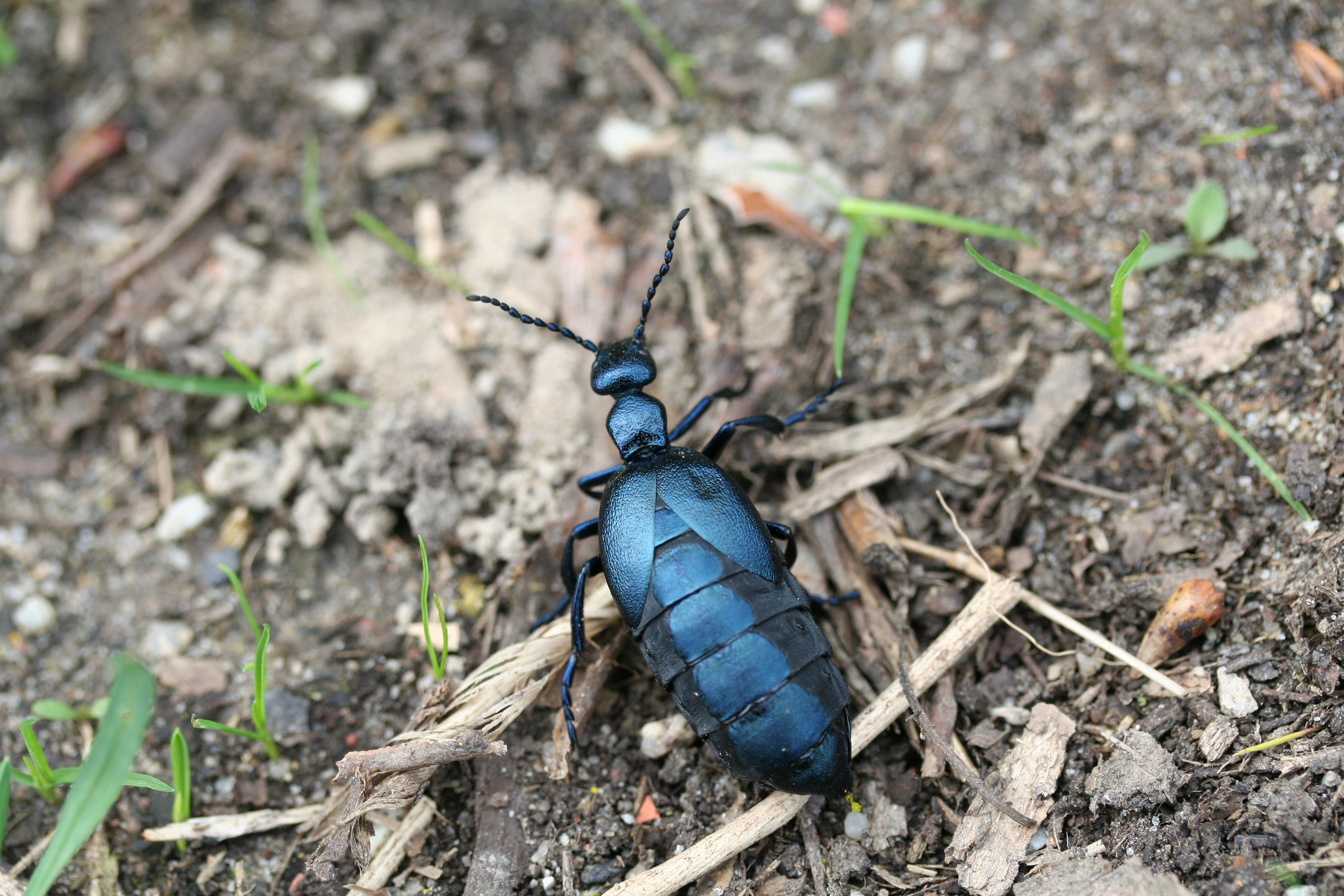
Жук майка (Meloë violaceus) втратив крила і здатність літати. Маленькі рудиментарні надкрила у нього ледь прикривають основу черевця

Кожна елітра складається з двох багатошарових хітинових пластинок. Декілька верхніх шарів твердіші і щільніші, ніж ті, що лежать нижче. Пластинки з'єднані вертикальними опорними стовпчиками або трубочками. Там, де кріпляться ці перемички, на надкрилах зовні видно ямки. Перемички протидіють відшаруванню якихось шарів при виникненні механічних напруг. Ця особливість будови елітр може бути використана у техніці при конструюванні композитних матеріалів. Між площинами до елітр заходить порожнина тіла, заповнена гемолімфою, нерви, трахеї.
У стані спокою елітри з'єднуються між собою завдяки «замкам»: вздовж периметру одного надкрила є виступи, які щільно входять у шовні пази іншого надкрила. Інший варіант «замків» — смужки волосків, що діють на зразок застібки-липучки. До того ж мікроволоски виділяють глевку речовину, що допомагає тримати елітри у закритому стані.
Тонкий механізм закривання-відривання елітр ретельно досліджений українським ентомологом Леонідом Францевичем. Наприклад, він встановив, що відкривання-закривання елітр травневого хруща обумовлене дією м'язів передньогрудей. Їх скорочення опускає передньоспинку і відросток на її основі відкриває «замок», який тримає надкрила закритими .
У жуків бронзівок надкрила з боків мають прорізи, крізь які друга пара крил виставляється назовні й комаха злітає. Надкрила при цьому лише трохи розтуляються.

## Розвиток

Лялечка південноафриканського жука Pachnoda sinuate із двома короткими зачатками надкрил

Надкрила утворюються в ході індивідуального розвитку (онтогенезу) внаслідок злагодженої роботи комплексу генів. Серед них — ген vestigial, який є, ймовірно, в усіх крилатих комах. Один його варіант (алель) vg блокує розвиток нормальних крил, інший (vg+) не дає такого блокування. У передньогрудях є тканина, чутлива до дії vg. Можливо, саме тому на цьому членику грудей крила не розвиваються.
Ще на стадії личинки закладаються прошарки особливих тканин — крилові диски. Процес формотворення триває в тілі лялечки. Зачатки передніх крил одержують більше будівельного матеріалу — хітину, і це дозволяє їм стати товстішими. Попервах зачатки надкрил мають вигляд пласких мішечків. Коли жук виходить з лялечки, під тиском гемолімфи та повітря з трахей мішечки випростовуються і набувають вигляду м'яких білих пластинок. Поступово хітинові шари темнішають, просочуються нерозчинними білками склеротинами й набувають потрібної жорсткості. Зрештою, надкрила стають частиною зовнішнього скелету комах.
У цьому ключову роль відіграють два білки — TcCPR18 і TcCPR27. Вони містяться в значних кількостях також і в інших частинах тіла, що мають жорстку кутикулу. Штучне дезактивування цих білків у зачатках надкрил призводить до розвитку жуків із тонкими деформованими елітрами. Подібний результат дає й експериментальне блокування декількох генів.
Вважають, що еволюційно надкрила походять від тонкої мембранозної першої пари крил, видозмінених внаслідок порушення регуляції активності якихось генів Зокрема, ймовірно, що ці зміни призвели до «включення» генів, які кодують вказані вище два білки, і це забезпечило затвердіння передніх крил. Деталі цього процесу, а також хід подальших еволюційних змін надкрил в різних групах комах лишаються нез'ясованими. В усякому разі, надкрила примітивних жуків вимерлого ряду Protocoleoptera були набагато довші за черевце, із добре помітними непаралельними жилками та тонкими мембранними «віконцями» між ними. Згодом процес затвердіння й потовщення надкрил тривав.

## Забарвлення

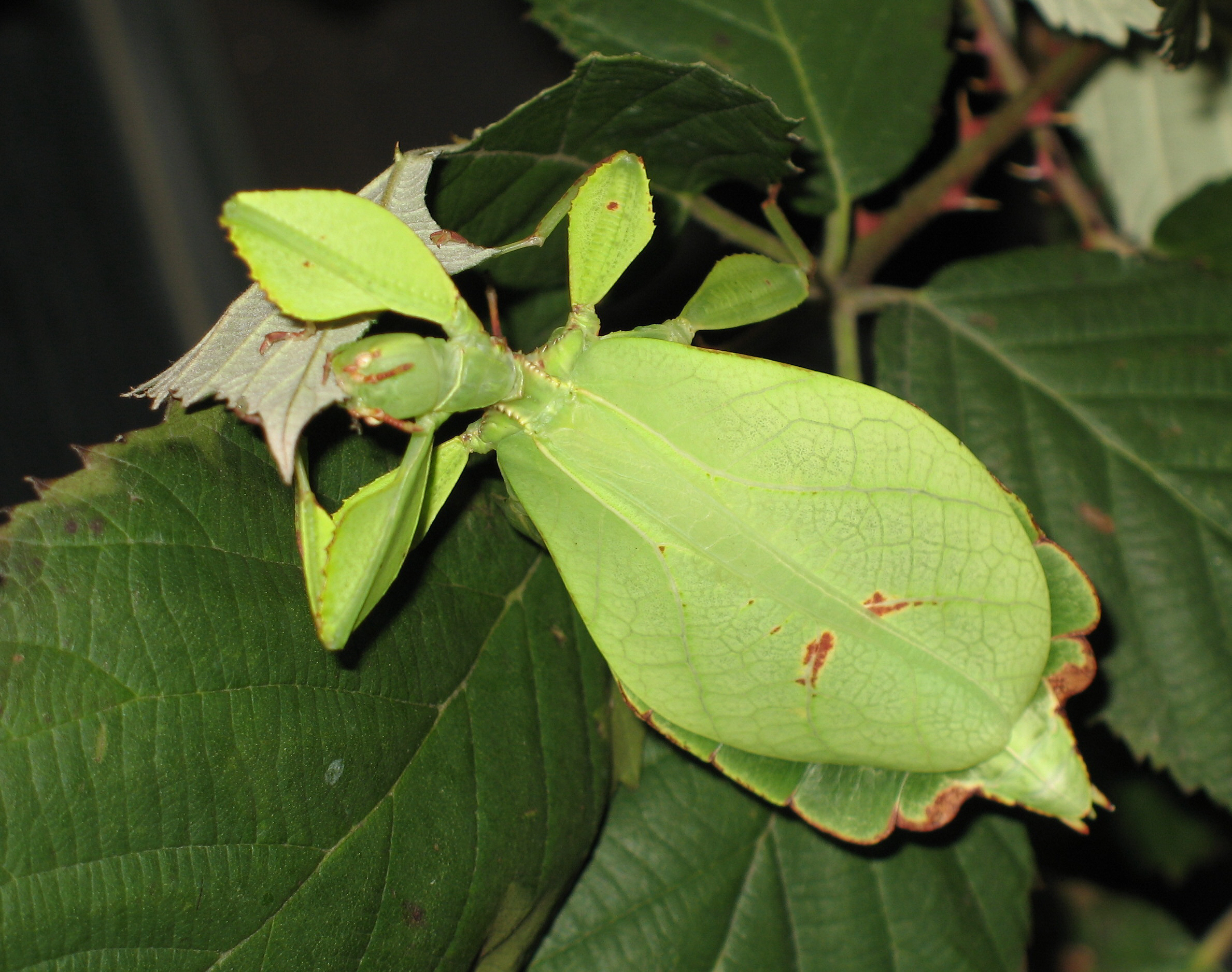
Надкрила і вирости на ногах тропічного листкотіла Phyllium siccifolium для захисту від ворогів імітують обгризений листок. Видно навіть листкові «жилки» та «підгнилі» темні цяточки

Забарвлення та візерунок надкрил є частиною загального забарвлення комах. Воно обумовлене наявністю пігментів та певною структурою поверхні. Зокрема, переливчастий металевий блиск елітр багатьом жукам надає особлива наноструктура самого верхнього, тонкого шару надкрил — епікутикули. Екзокутикула, що лежить нижче, на колір надкрил не впливає. Це забарвлення дуже стійке у часі: рештки плейстоценового жука Plateumaris sp. зберегли забарвлення попри 600 000 років, які минули від часу заховання.
Забарвлення може так чи інакше захищати комах, роблячи їх непомітними, попереджаючи ворогів про неїстівність, надаючи схожості із неїстівними предметами чи тваринами.
У деяких жуків-щитоносок зовнішні краї надкрил прозорі (див. галерею).

## Функції
| У жуків першою лінією оборони від небезпек навколишнього середовища є їхні надкрила на середньогрудях — жорсткі, захисні передні крила. Оригінальний текст (англ.) A beetles’ first line of defense against environmental hazards is their mesothoracic elytra – rigid, protective forewings. |

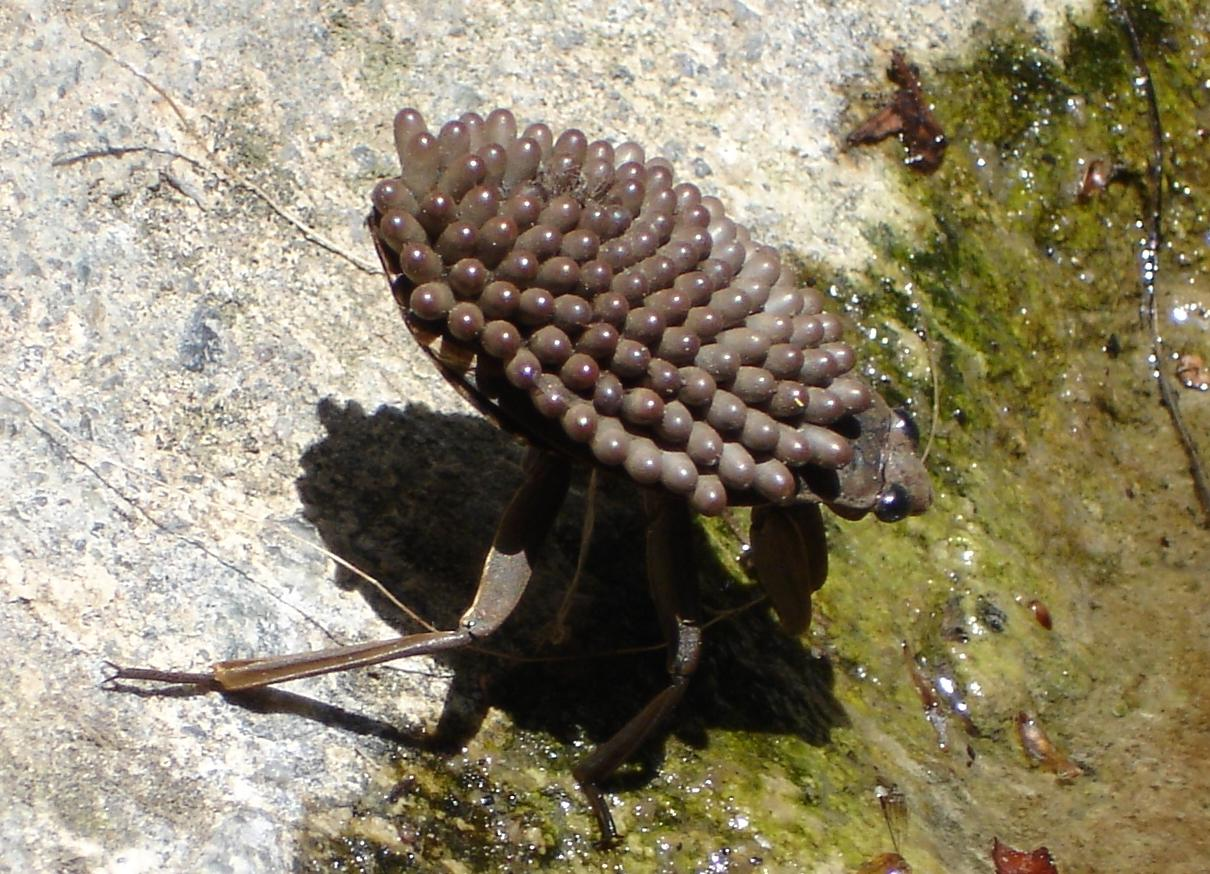
Самиці багатьох клопів з тропічної родини Belostomatidae відкладають яйця на геміелітри самців, і ті турбуються про них аж до вилуплення личинок

Механізм польоту комах такий, що вимагає, аби крила були тонкими й гнучкими. Через це вони легко пошкоджуються. Отже, основна роль надкрил — захист крил в стані спокою від механічних пошкоджень, а також від зволоження та забруднення. Одночасно надкрила захищають більшу частину грудей, дихальні отвори на черевці та саме черевце — вмістилище внутрішніх органів. В польоті надкрила відіграють допоміжну роль як тримальна поверхня, що допомагає створювати підіймальну силу (аналогічно крилу літака). Досліди та комп'ютерне моделювання показали, що вони ще й збільшують підіймальну силу задніх крил.
Маючи певну форму, забарвлення і малюнок (див. нижче), надкрила сприяють захистові комах від ворогів. У численних комах посушливих територій (наприклад, жуків-чорнотілок) надкрила зростаються між собою, а крил немає зовсім, або вони рудиментарні. Це захищає тіло від надмірного випаровування вологи. Під такими надкрилами утворюється порожнина, насичена водяною парою, вона захищає комаху від перегрівання. Зрозуміло, що ця адаптація призводить до втрати здатності до польоту. Наноструктури зовнішньої поверхні надають елітрам пустельним жукам гідрофільних властивостей — їх елітри швидше й рясніше змочуються водою (від дощів, туманів, випадання роси).
Тегмени багатьох прямокрилих (цвіркунів, коників, саранових тощо) мають певні структури для видавання звуків. На елітрах жуків багатьох родин є ділянки, вкриті волосками особливої будови. При терті елітр по черевцю, вони видають скрипучі звуки, які, ймовірно, грають важливу роль у комунікації та відлякуванні ворогів.
Імаго жуків, що мешкають під корою (родини короїдів Scolytidae, Bostrychidae, Colydiidae, Platypodidae) на вершині надкрил мають особливу «тачку», що допомагає їм очищати підкорні ходи від бурового борошна.
Плавунці та інші водяні жуки, раз у раз піднімаючись до поверхні, виставляють з води вершину черевця і трохи підіймають надкрила. Між ними та черевцем є порожнина, яка наповнюється свіжим повітрям. Потім жук опускає надкрила і вони герметично закривають порожнину. Жук пірнає і певний час дихає повітрям, що зберігається під надкрилами.

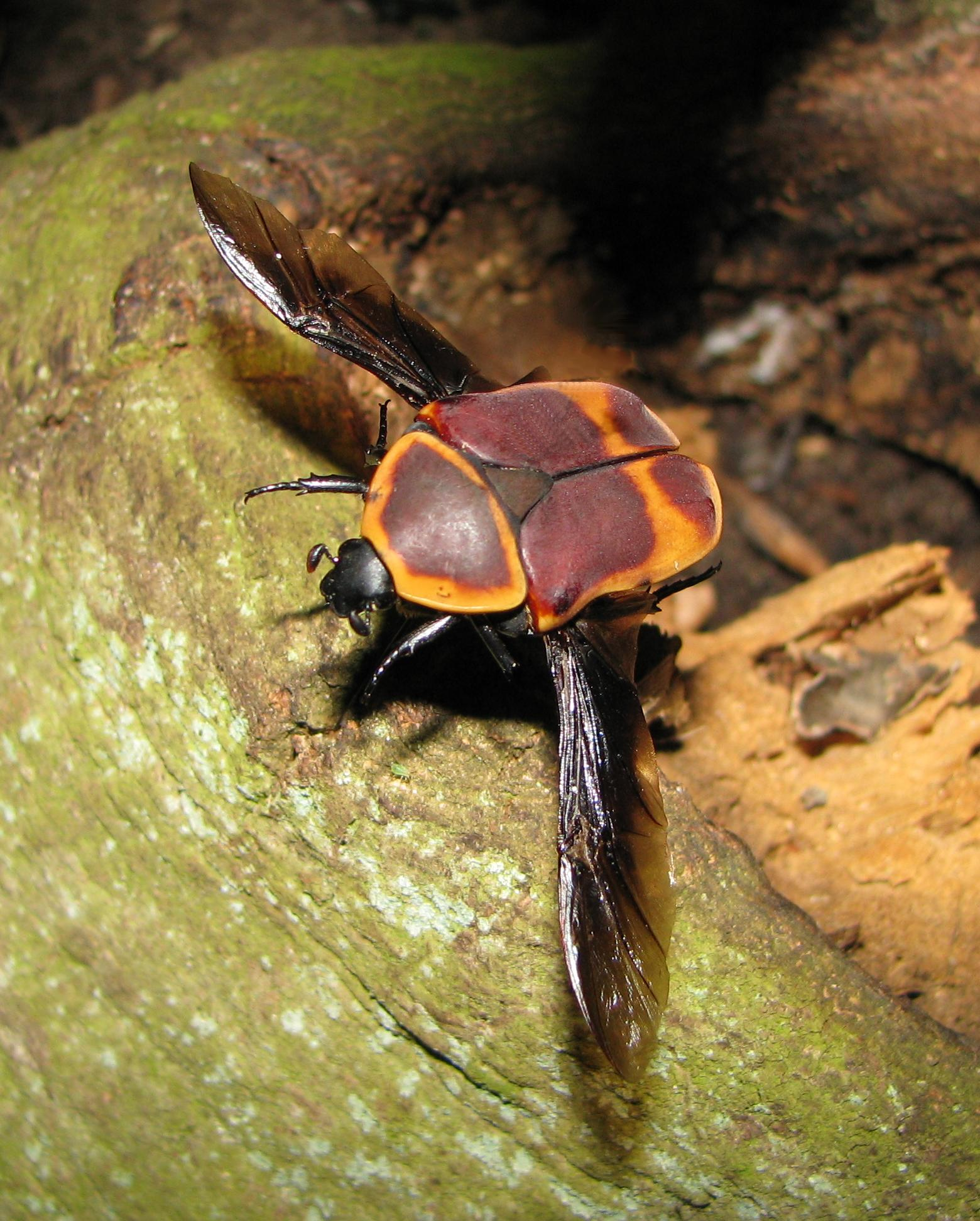
Конголезька бронзівка Pachnoda marginata peregrina готується злетіти. Для польоту бронзовки не розкривають надкрил
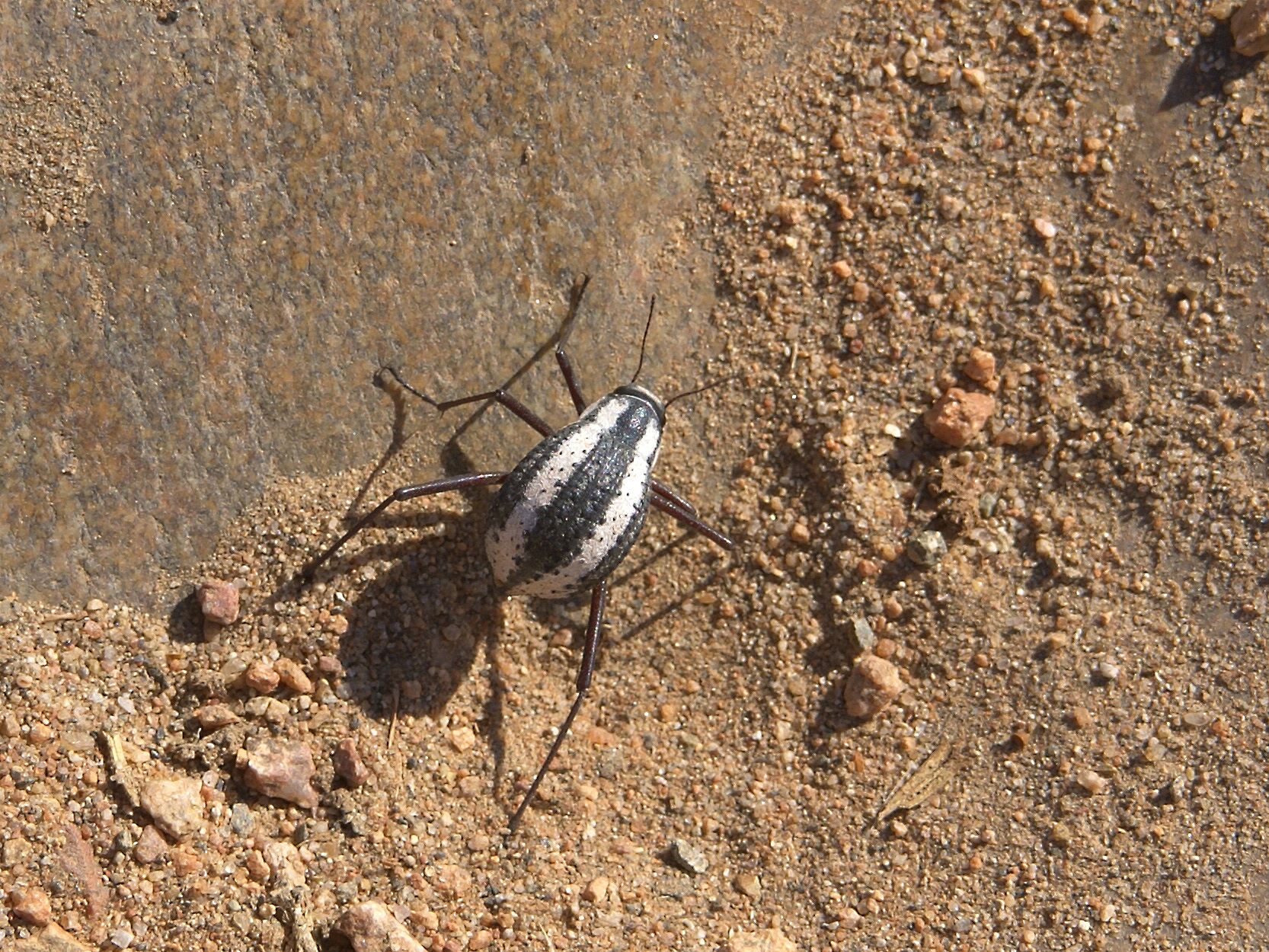
У мешканця намібійської пустелі — жука-чорнотілки Stenocara gracilipes елітри наглухо зрослися по шву аби зменшити втрати вологи
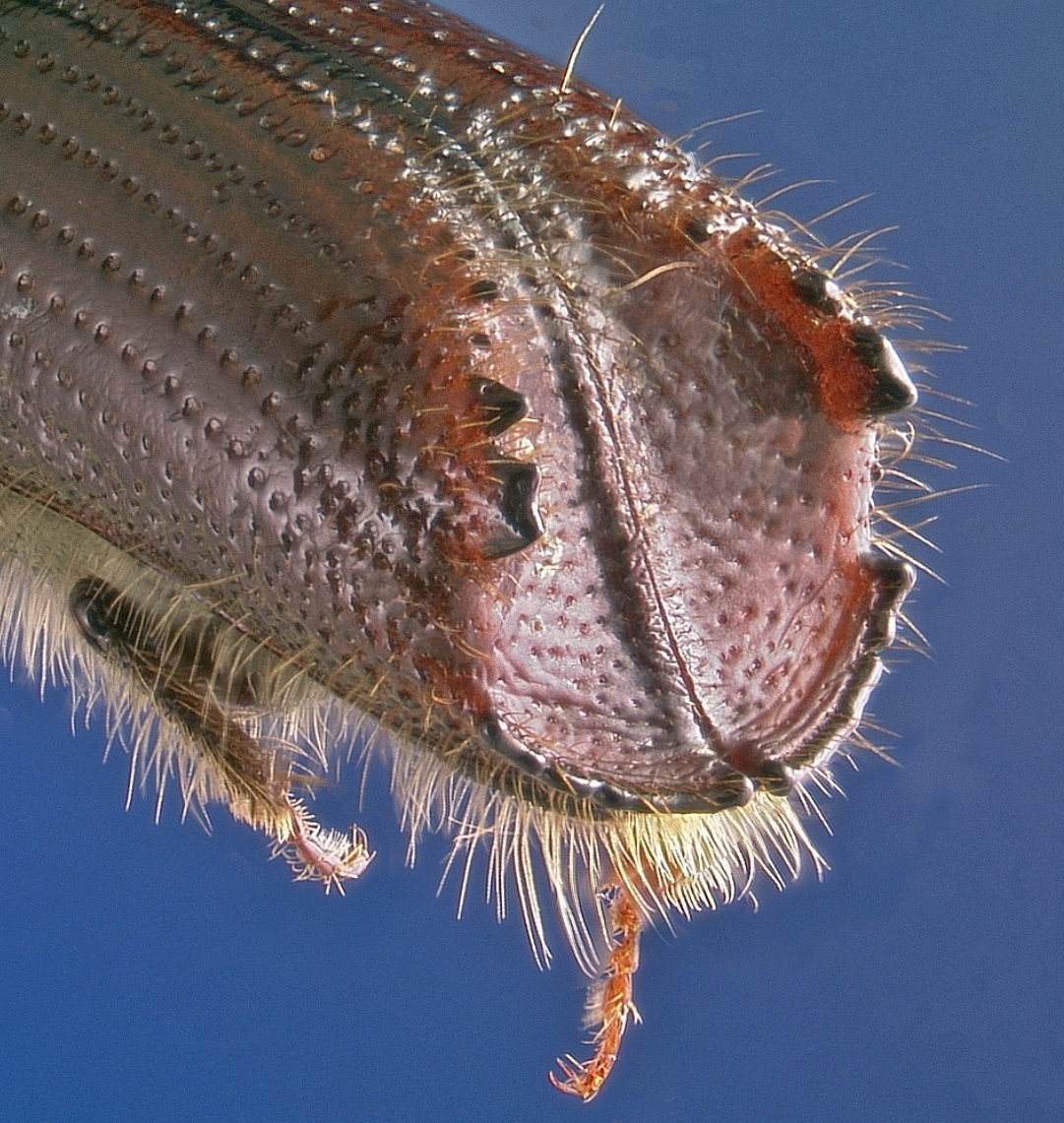
Задній кінець надкрил короїда Ips emarginatus із «тачкою», якою жук виштовхує назовні суміш подрібненої у порох деревини та екскрементів
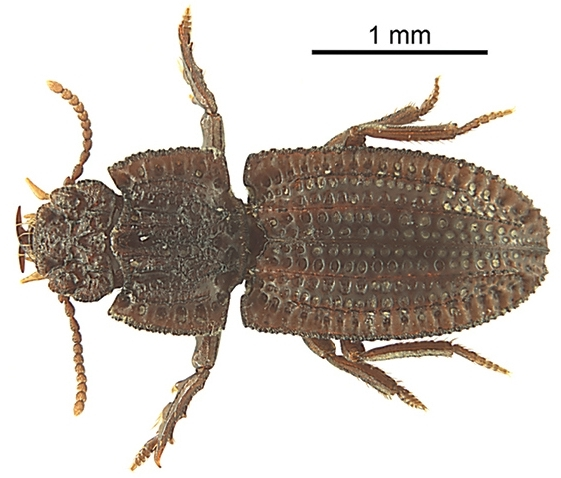
У узбережного мадагаскарського жука-туруна Salcedia unifoveata надкрила мають високі реберця із шерехатою поверхнею між ними. Така структура допомагає їм міцно утримувати суцільний  шар з часток бруду. Це робить жука малопомітним серед  рослинних рештків та попід камінням, де він живе

## Надкрила у культурі та техніці

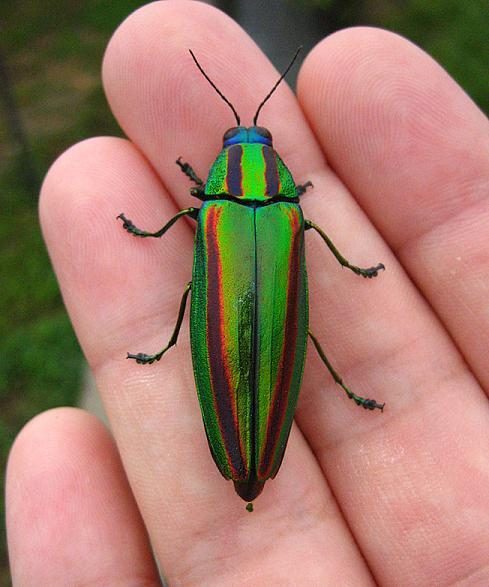
Златка Chrysochroa fulgidissima, елітри якої використовують для оздоблення

Шматочками надкрил жуків златок в Індії у XVII—XVIII століттях оздоблювали вироби з бавовняних тканин, а також живописні мініатюри, імітуючи на них смарагди.
Ця техніка була поширена також в Таїланді, М'янмі, Китаї. Надкрилами златки японської (Chrysochroa fulgidissima) майстри Японії здавна оздоблюють меблі, скриньки, посуд, тканини, картини тощо. У місті Нара, у скарбниці монастиря Тодай, зберігається кинджал, піхви якого прикрашені лакованими елітрами цього жука. В іншому японському монастирі Хорю є стародавня святиня, що зображає храм, вона також була оздоблена ними. На виготовлення сучасної копії святині пішло 40 000 елітр.. В Японії златку звуть тамамуші (яп. 玉虫, «жук-самоцвіт»). Завдяки особливій мікроструктурі золотаво-зелених елітр їхнє забарвлення залежить від кута, під яким падає світло. Тому розпливчасті і неоднозначні речі (наприклад, твердження політиків) японці порівнюють із «златковим кольором» (тамамуші-іро). Швейцарська годинникова компанія Angular Momentum & Manu Propria випускає наручні годинники Timepiece Tamamushi, увесь циферблат яких вкритий мозаїкою з крихітних фрагментів надкрил жука тамамуші. Захищений склом циферблат виблискує безліччю відтінків.
Для виготовлення жіночих прикрас, оздоблення одягу, брелоків використовують надкрила й інших жуків. Приміром, пакуночок з 10 елітрами жука-златки Sternocera aeguisignata коштує 4—5 доларів, сережки, змонтовані з них — 15—25 доларів.
У 1888 році зірка англійського театру Елен Террі виконувала роль леді Макбет у п'єсі Шекспіра, вдягнувши сукню, прикрашену блискучими смарагдовими надкрилами жуків. Згодом сукня стала власністю Національного трасту. За час тривалого зберігання елітри відпадали, працівники трасту їх збирали. Зрештою, навесні 2011 року сукню реставрували, використавши надкрила з оригінальної сукні та ті, що зібрали як пожертви. Близько ста елітр розламали і шматочки приклеїли на тканину. Загалом на оздоблення пішло приблизно тисяча надкрил.
Бельгійський художник Ян Фабр (Jan Fabre), правнук славнозвісного французького ентомолога Жана-Анрі Фабра, використовує переливчасті надкрила жуків для створення яскравих композицій. У 2002 році він створив монументальну мозаїку «Небо насолоди» на стелі одного із залів Королівського палацу в Брюсселі. У лютому 2014 року виставка його творів відбулася в Києві, в PinchukArtCentre. Композицію «Фламандський воїн», що складалася з лицарських обладунків та надкрил жуків, було продано на аукціоні за 17 000 євро.
Назву «Елітрон» мають важкі механічні крила, призначені для ураження ворогів у комп'ютерній грі Warframe: Rise of the Warlords і російський прилад для напилення твердих металів.
Американська компанія Elytron Aircraft LLC (Каліфорнія) розробляє літальний апарат Elytron, який має поєднати у собі цінні властивості літака й гелікоптера. Минулого року демонстраційна концепт-модель машини експонувалася на аерошоу в Ошкоші.
Новосибірський ентомолог Віктор Гребенніков (1927—2001) у своїй художній книзі «Мій світ» стверджував, що мікровізерунок внутрішньої поверхні надкрил невказаного виду жуків має антигравітаційні властивості. На основі цього, за твердженнями Гребеннікова, він збудував принципово новий літальний апарат без крил і двигуна  — гравітоплан і навіть літав на ньому. Проте фізики та інші науковці ставляться до цієї ідеї скептично, а описані досліди Гребеннікова ніхто не відтворив.

## Галерея

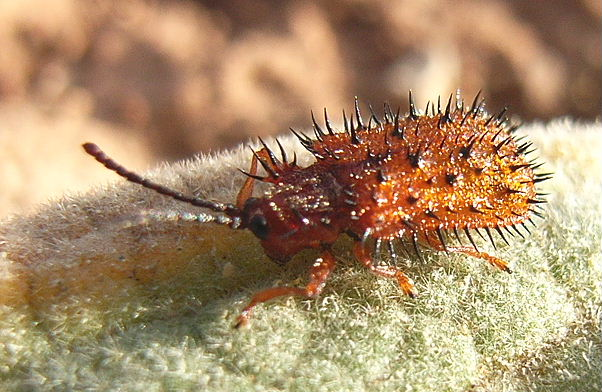
Жук Dicladispa testacea з родини шипоносок (Hispidae), яка одержала назву завдяки покриттю надкрил: лат. hispidus — мохнатий, щетинистий
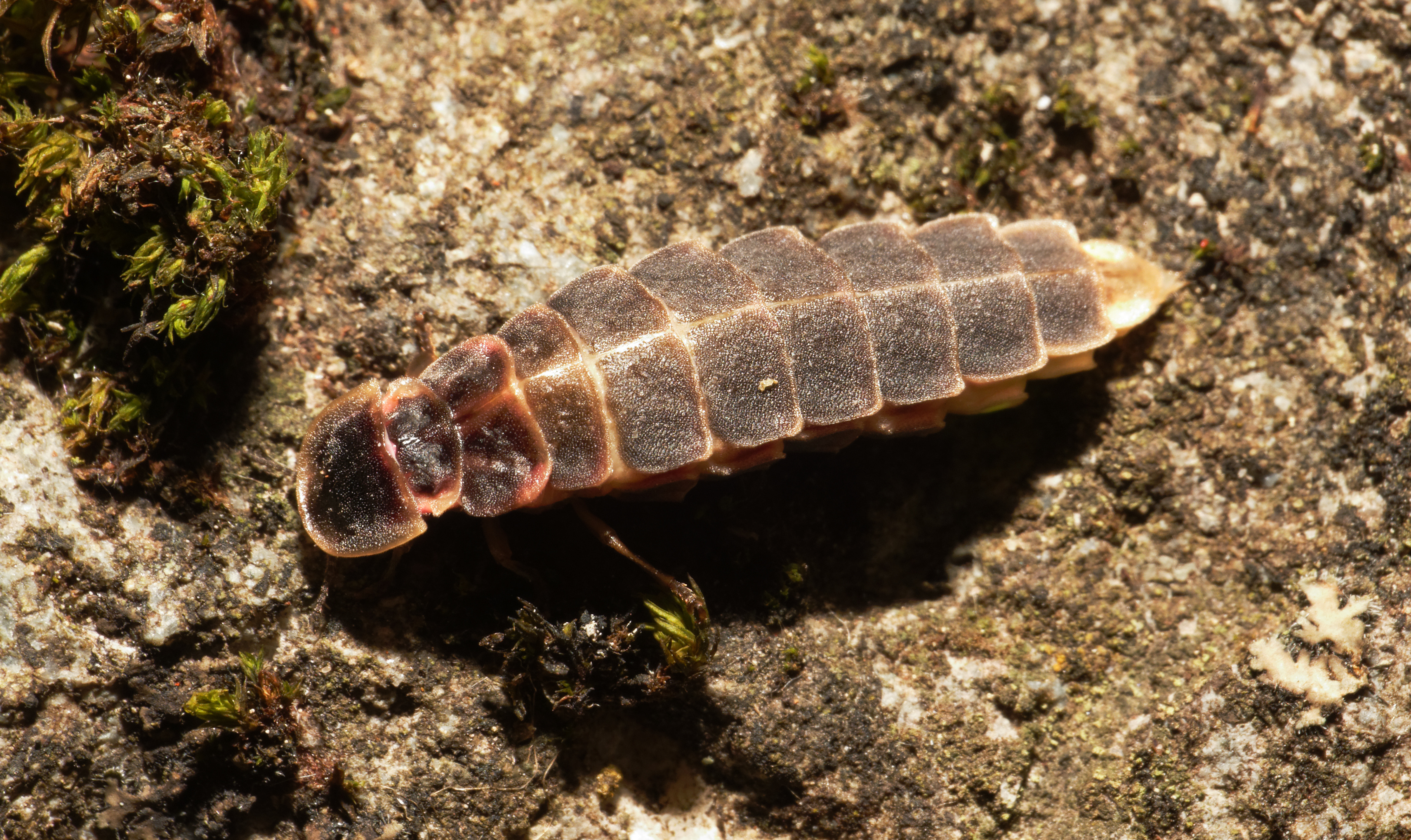
Самиці багатьох жуків-світляків не мають ані крил, ані елітр, через що в Росії їх називають «івановими хробачками»
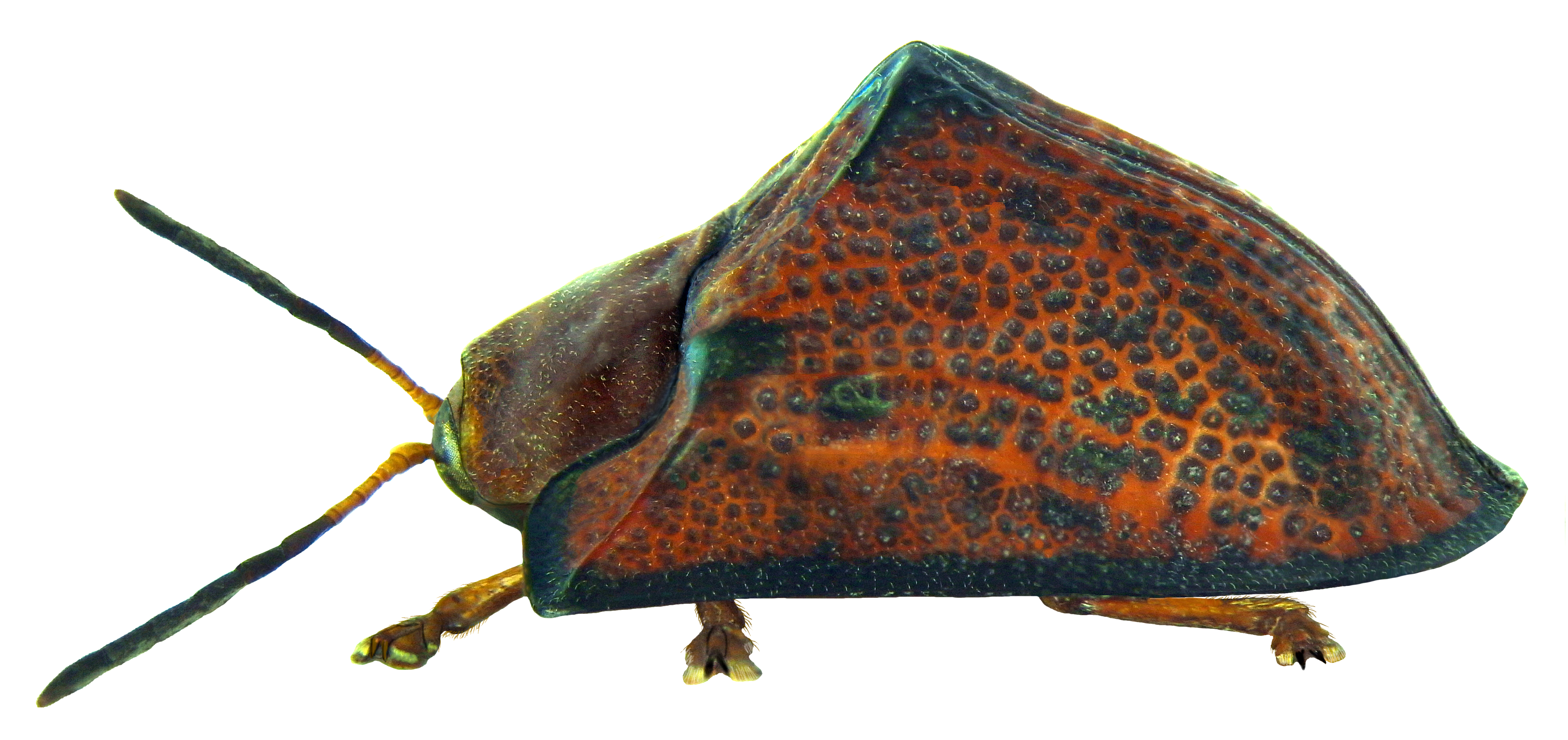
Чудернацька форма надкрил бразильського листоїда Dorynota aeneocincta

Форма, забарвлення та інші ознаки надкрил можуть бути надзвичайно різними навіть серед близькоспоріднених видів. Порівняйте елітри чотирьох жуків однієї підродини — щитоноски (Cassidinae) з родини Листоїди:

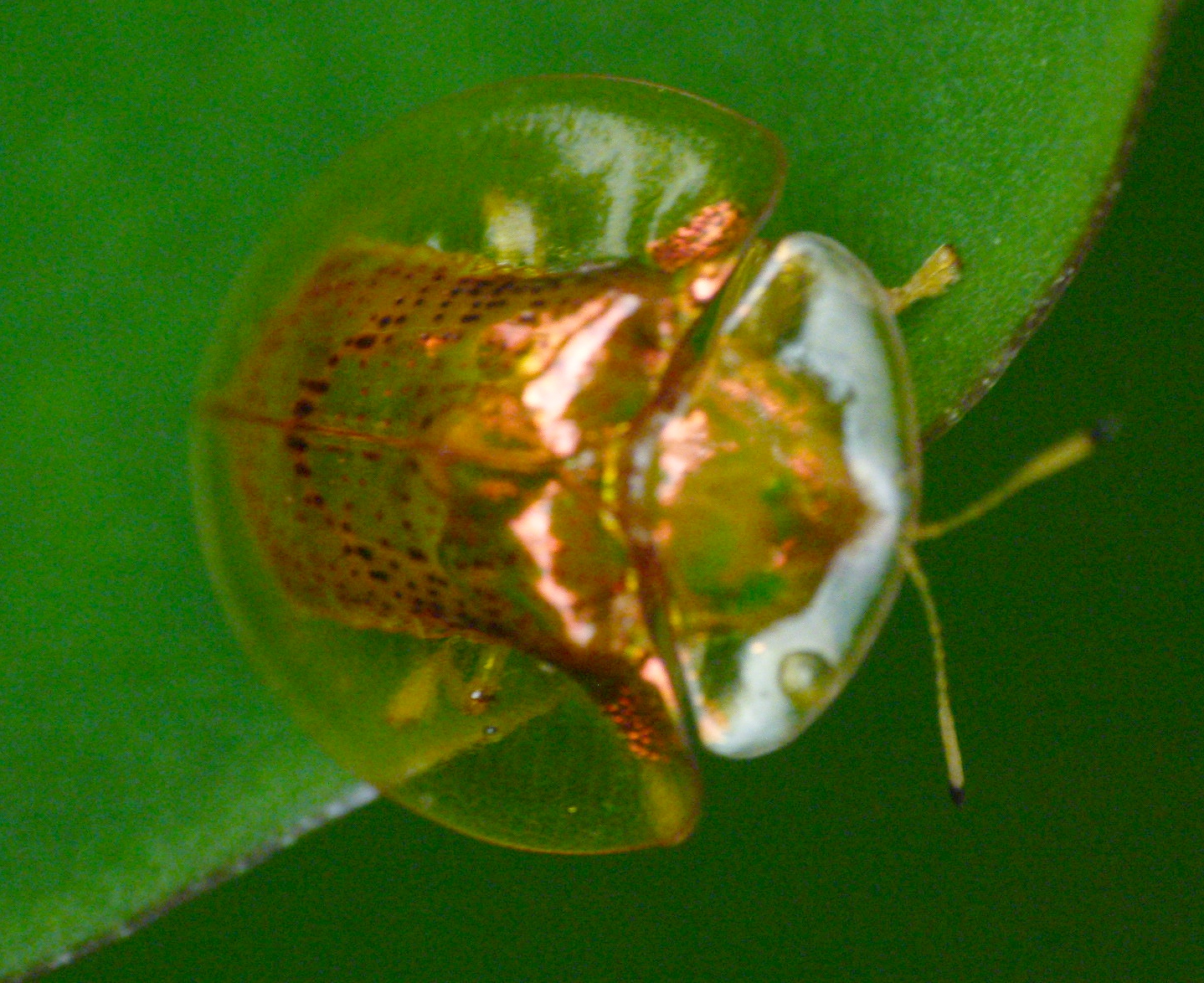
Aspidomorpha sp.
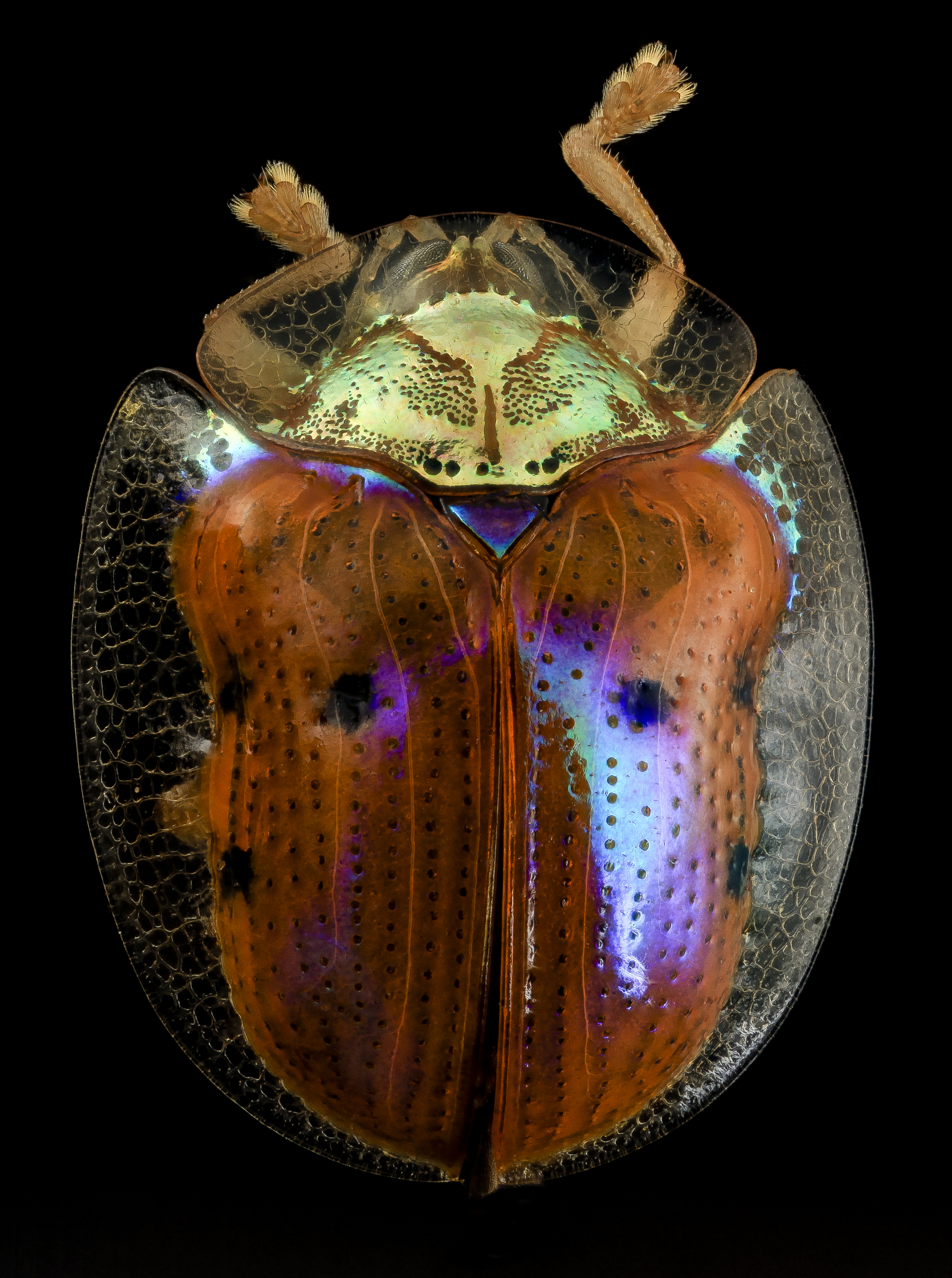
Charidotella sexpunctata
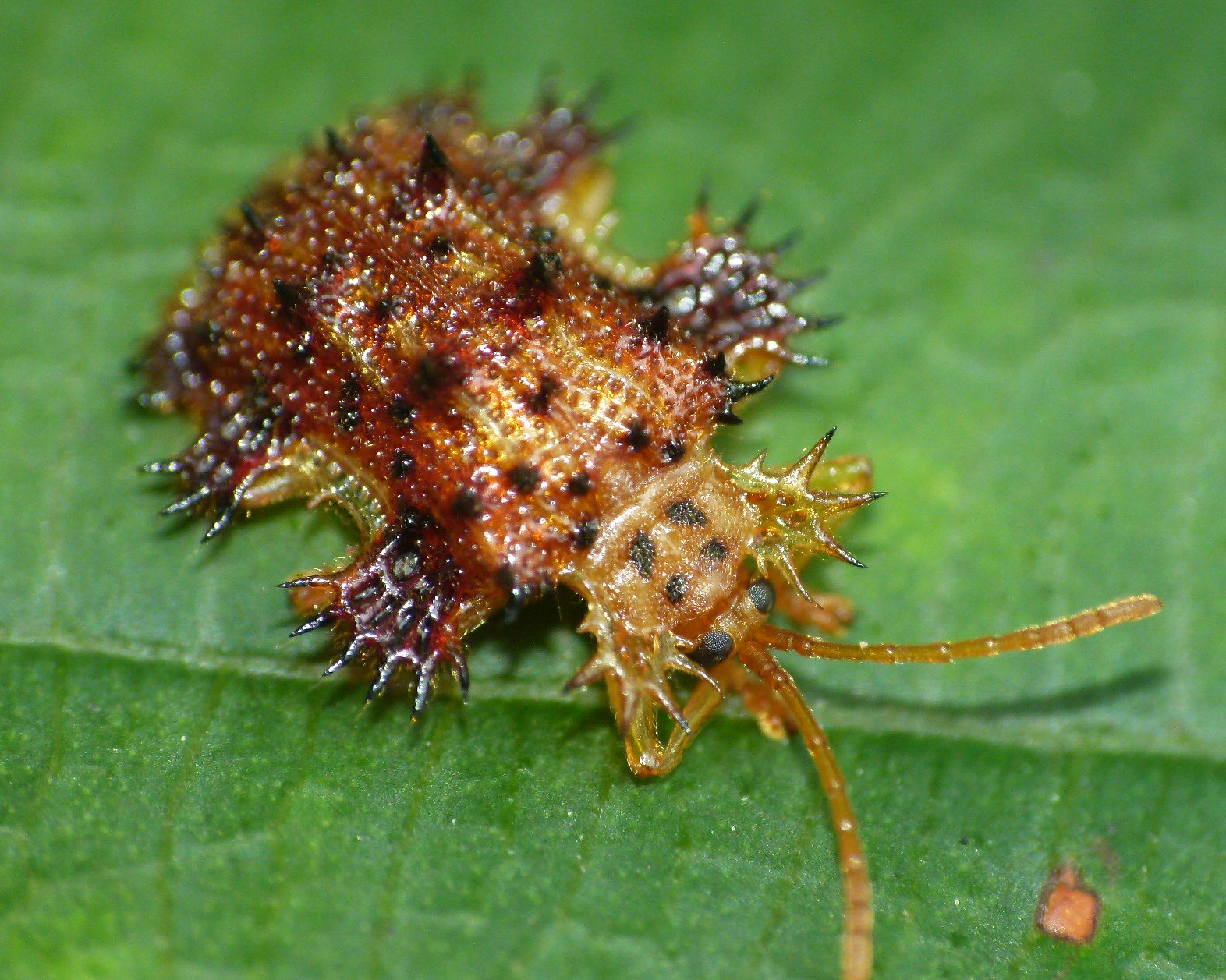
Platypria echidna
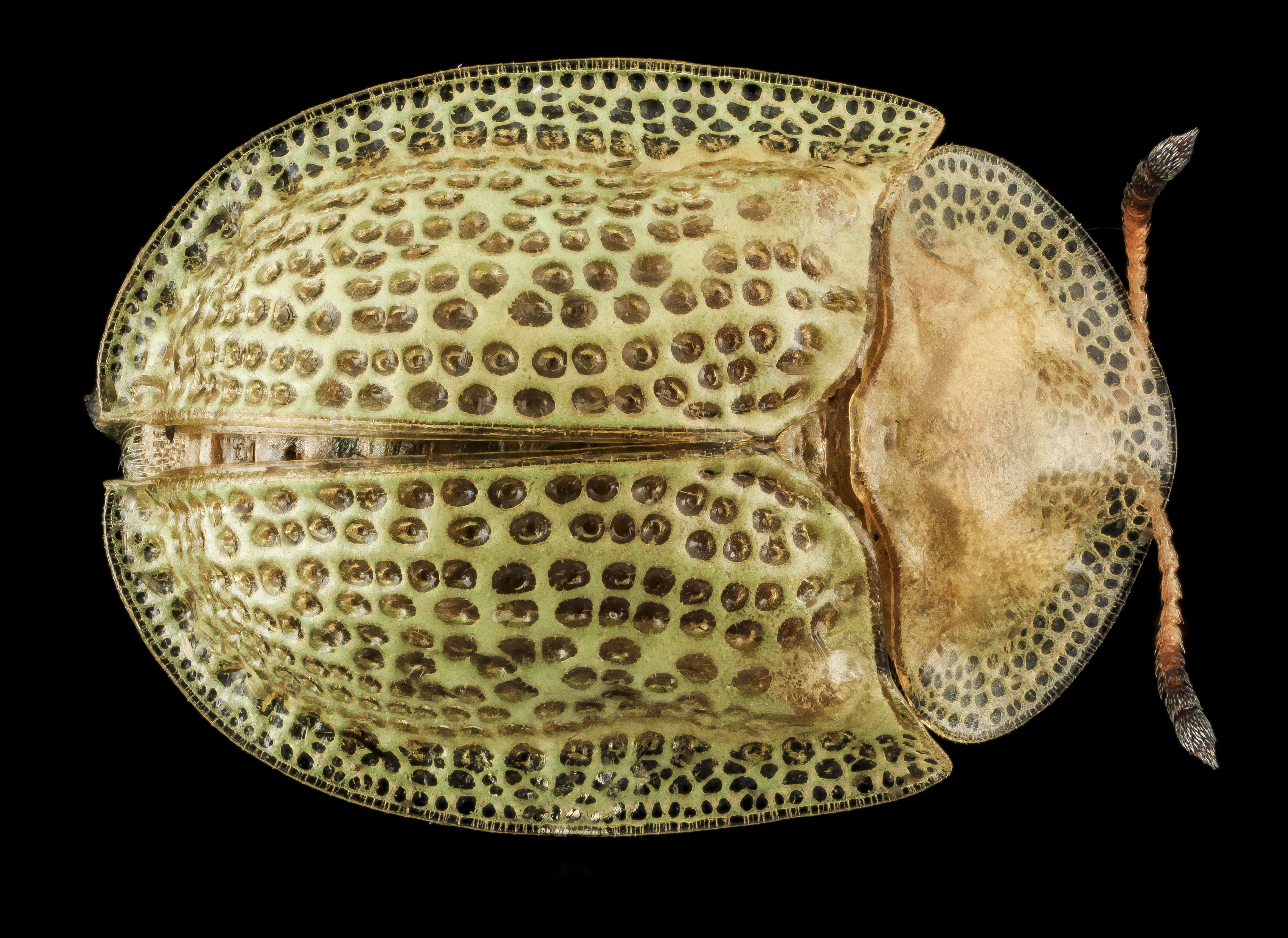
Gratiana pallidula